# David Jonstad
David Erik Jonstad, född 21 februari 1977 i Vällingby, är en svensk frilansskribent med klimatfokus. Han är en av grundarna till Klimatmagasinet Effekt och skriver bland annat för Aftonbladet och Sydsvenskan. Vår beskärda del är David Jonstads första bok och gavs ut 2009. Hans andra bok, Kollaps, utkom 2012. Bägge böckerna har utkommit i ytterligare utgåvor.
Jonstad placerades 2012 på plats 70 på tidningen Miljöaktuellts lista över de personer med mest makt i Sveriges på miljöområdet.
Jonstad har en uttalad oro för civilisationens möjligheter att överleva och för hotande kollapser hos klimat och världsekonomi. I sin senaste bok Jordad (2016) beskriver han hur han lämnat storstaden för en mindre by i Dalarna och där lever ett mer småskaligt och "jordnära" liv.